# شاورجایایی
شائو جیایی (انگلیسی: Shao Jiayi؛ زادهٔ ۱۰ آوریل ۱۹۸۰) یک بازیکن فوتبال اهل جمهوری خلق چین است.